# 鳥取県立日野高等学校

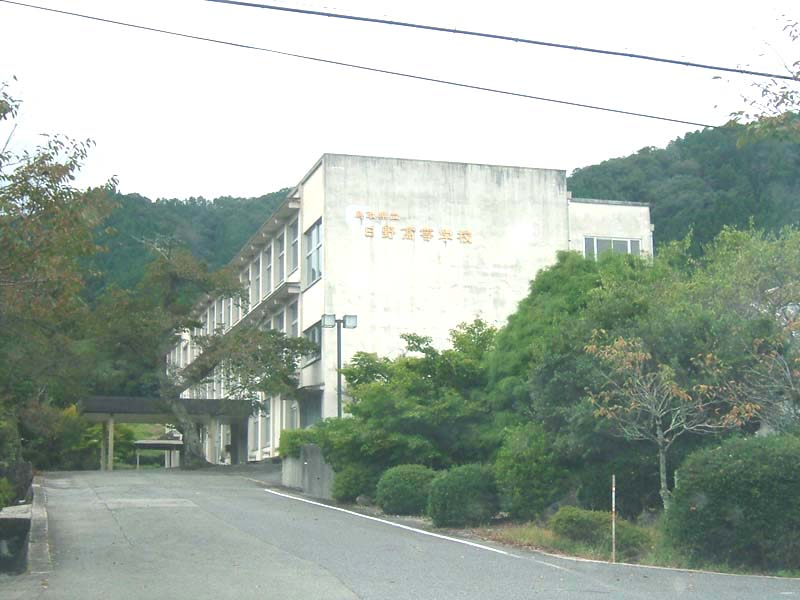
黒坂校舎

鳥取県立日野高等学校（とっとりけんりつ ひのこうとうがっこう）は、鳥取県日野郡日野町にある県立高等学校。
ここでは統合前の根雨高等学校と日野産業高等学校についても述べる。

## 歴史
- 2000年（平成12年）4月 - 日野産業高等学校と根雨高等学校が合併し、鳥取県立日野高等学校となる[1]。黒坂校舎（旧日野産業）、根雨校舎（旧根雨）を設置。当時は黒坂校舎を本校舎としていた。
- 2004年（平成16年）4月 - 黒坂校舎を根雨校舎に統合。それに伴い、旧根雨校舎が本校舎となり、旧黒坂校舎は黒坂施設とされ農業施設のみが残された。
- 2021年（令和年）5月23日 - 本校舎と黒坂施設に創立100年の記念碑建立[2]。

## 設置学科
- 総合学科
  - 総合進学系列
  - アグリライフ系列
  - 情報・ビジネス系列
  - ヒューマンケア系列

## 統合前の歴史

### 根雨高等学校
- 1920年（大正9年）6月3日 - 根雨町立根雨実科高等女学校開校。
- 1929年（昭和4年）2月9日 - 県に移管し、鳥取県立根雨高等女学校開校。
- 1948年（昭和23年）4月1日 - 学制改革により鳥取県立根雨高等学校と改称。
- 1949年（昭和24年）4月1日 - 日野農林高等学校と統合し日野高等学校根雨校舎と改称。
- 1953年（昭和28年）4月1日 - 日野高校より分離独立し、再び設立される。
- 1968年（昭和43年）5月 - 国道181号バイパス建設に伴い、根雨310番地に全面移転。
- 1982年（昭和57年）3月 - 家政科廃止

### 日野産業高等学校
- 1920年（大正9年）4月1日 - 郡立日野農林学校開校。
- 1923年（大正12年）4月1日 - 県に移管し、鳥取県立日野農林学校と改称。
- 1948年（昭和23年）4月1日 - 学制改革により鳥取県立日野農林高等学校と改称。
- 1948年（昭和23年）5月1日 - 矢戸分校・阿毘縁分校を開設。
- 1949年（昭和24年）4月1日 - 根雨高等学校と統合し日野高等学校（旧校）と改称。
- 1953年（昭和28年）4月1日 - 根雨高等学校を分離し、日野産業高等学校と改称。
- 1958年（昭和33年）4月1日 - 日野実業高等学校を分離し、定時制農業科・農村家庭科を設置。
- 1966年（昭和41年）4月11日 - 日野実業高等学校を統合し、分校となる。

## 備考
鳥取県立日野高等学校グラウンド内には2022年（令和4年）10月26日に完成した日野町営オシドリ観察小屋がある。このオシドリ観察小屋は1994年（平成6年）にボランティア団体「オシドリグループ」が日野川河川敷にあるJR伯備線の鉄橋下に設けていた施設で2022年に町営施設として県立日野高校内に移転した。